# NGC 532
NGC 532 is een spiraalvormig sterrenstelsel in het sterrenbeeld Vissen. Het hemelobject ligt 91 miljoen lichtjaar (27,9 × 106 parsec) van de Aarde verwijderd en werd op 21 september 1786 ontdekt door de Duits-Britse astronoom William Herschel.

## Synoniemen
- GC 313 / 314
- IRAS 1226+0900
- 2MASX J01251734+0915507
- H 3.556
- h 119
- MCG +01-04-056
- PGC 5264
- UGC 982
- ZWG 411.55